# 方濟各·斯佩爾曼
方濟各·若瑟·斯佩爾曼（英語：Francis Joseph Spellman，1889年5月4日—1967年12月2日）是愛爾蘭裔美國人的天主教司鐸級樞機及紐約總教區榮休總主教。

## 生平

### 早期生活
斯佩爾曼出生於1889年5月4日，美國麻省普利茅斯縣東南海岸的城鎮惠特曼。於1916年5月14日晉鐸。

### 晉牧
斯佩爾曼於1932年9月8日由尤金·派契利樞機晉牧，被時任教宗庇護十一世任命為波士頓總教區輔理主教，領銜Sila教區主教。

### 冊封為樞機
直至1939年4月15日出任紐約總教區總主教，同年5月23日接替就任。1946年2月18日，被時任教宗庇護十二世冊封為司鐸級樞機，領銜羅馬聖若望及保祿堂區司鐸，於1967年12月2日任內在美國紐約去世，享年78歲。葬於紐約聖巴特里爵主教座堂。

## 牧徽

方濟各·斯佩爾曼枢机牧徽